# Guy de Courcy Glover
Sir Guy de Courcy Glover, britanski general, * 1887, † 1967.